# 大島金太郎

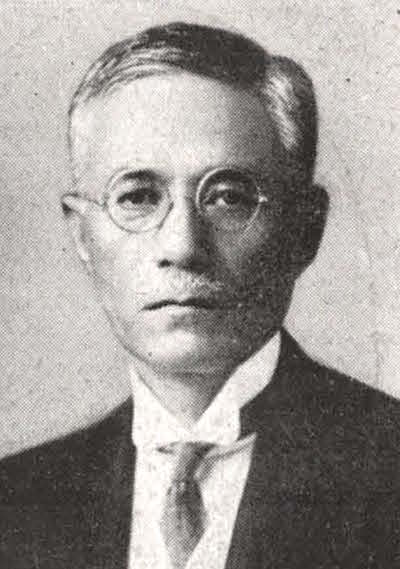
大島金太郎

大島 金太郎（おおしま きんたろう、明治4年9月18日（1871年10月31日） - 昭和9年（1934年）1月27日）は、日本の農学者。

## 経歴
長野県諏訪郡宮川村（現在の茅野市）で、先代・大島金太郎の長男として生まれる。1893年（明治26年）、札幌農学校を卒業し、1895年（明治28年）に札幌農学校の助教授に就任した。

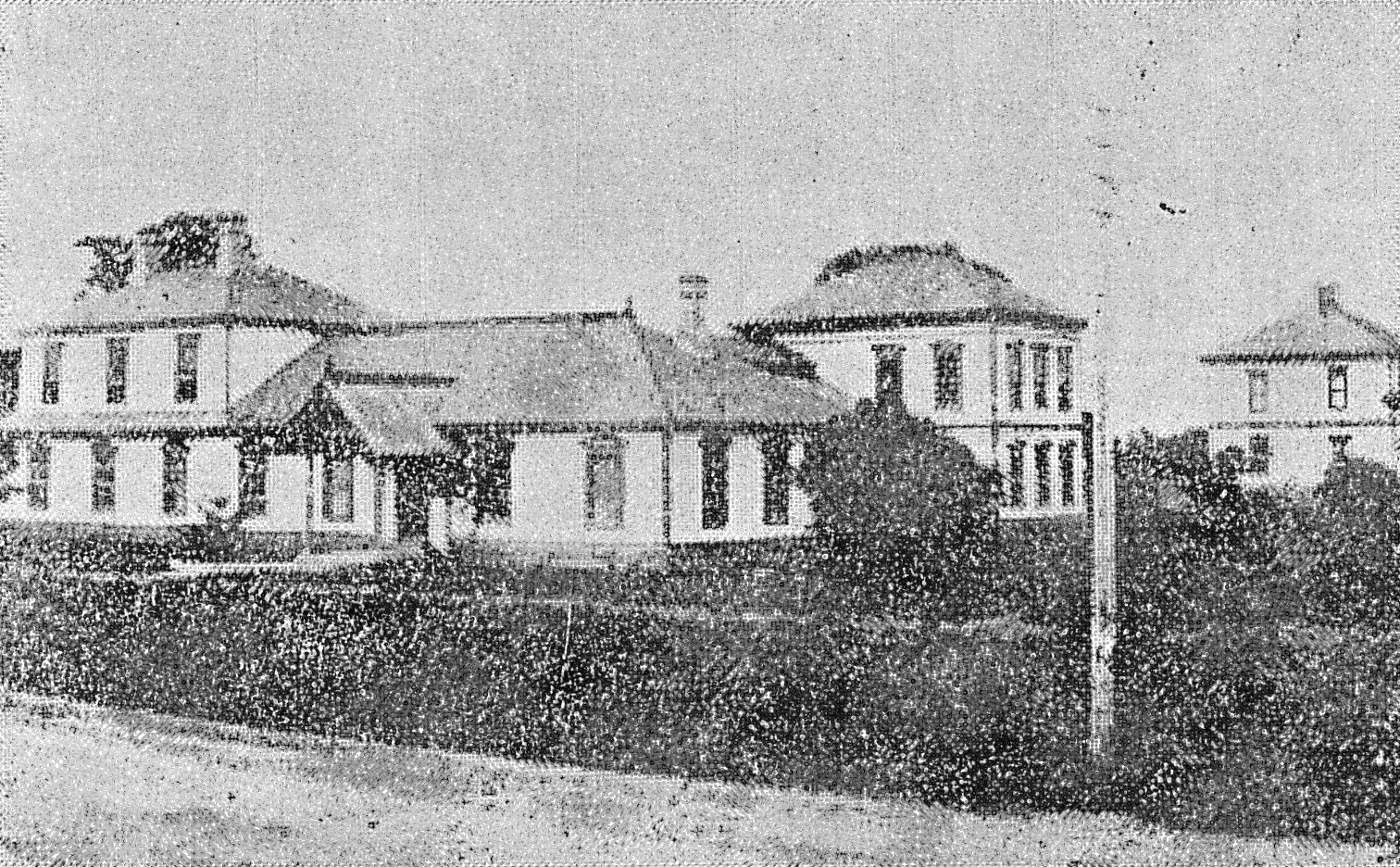
1880年頃の札幌農学校の校舎、一番手前が寄宿舎、その奥が復習講堂（1Fは食堂）、一番奥が化学講堂

1898年（明治31年）より農芸化学研究のためアメリカ合衆国・ドイツに留学し、アメリカでは農務省技師嘱託となった。1903年（明治36年）に帰国して札幌農学校教授となり、翌年から北海道庁技師を兼ねた。1907年（明治40年）、論文提出により農学博士の学位を得た。同年、札幌農学校が東北帝国大学農科大学に改称し、東北帝国大学教授となる。1918年（大正7年）、東北帝国大学農科大学が北海道帝国大学農科大学に改称し、北海道帝国大学教授となった。

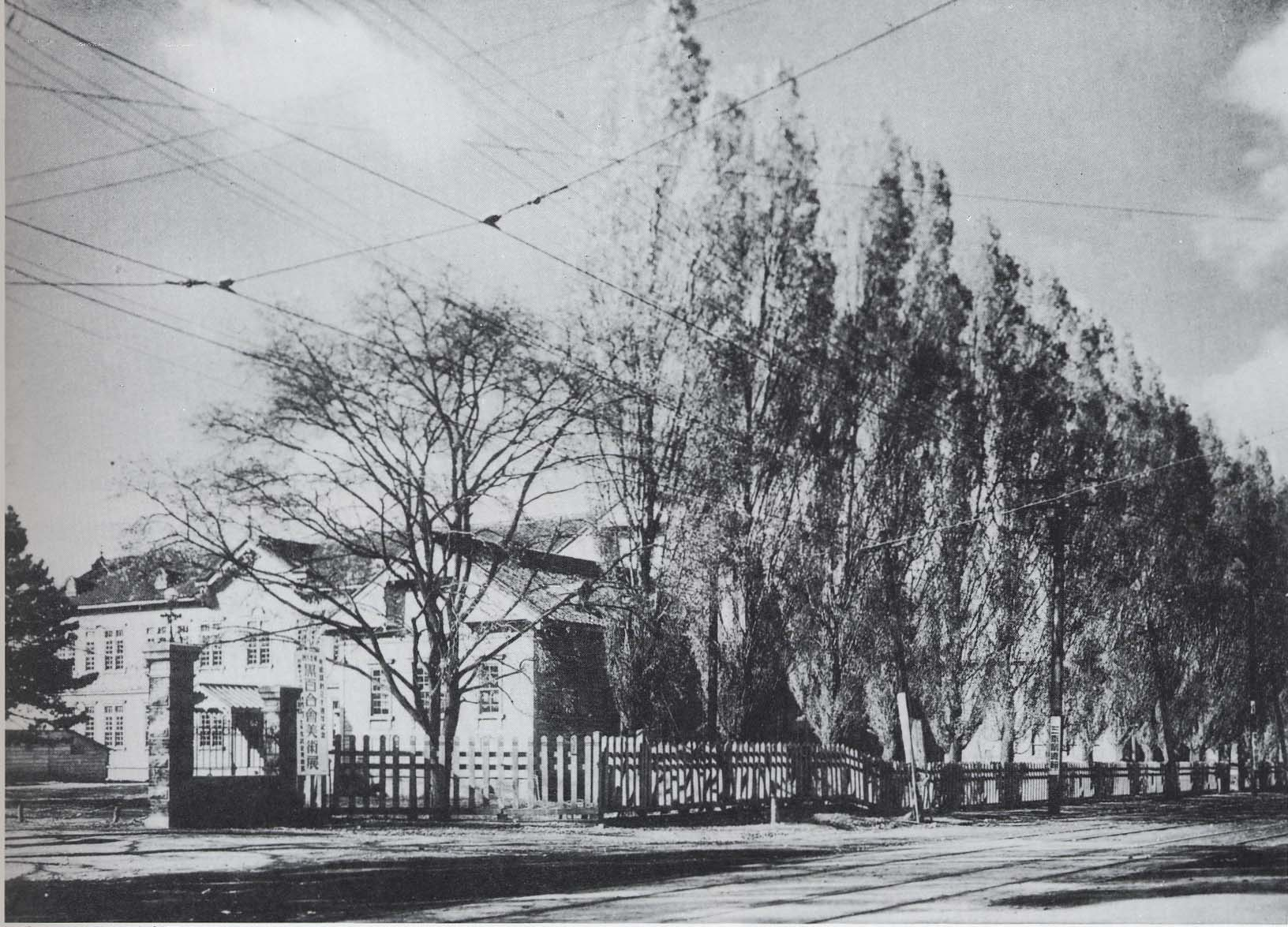
北海道帝国大学（1934年撮影）

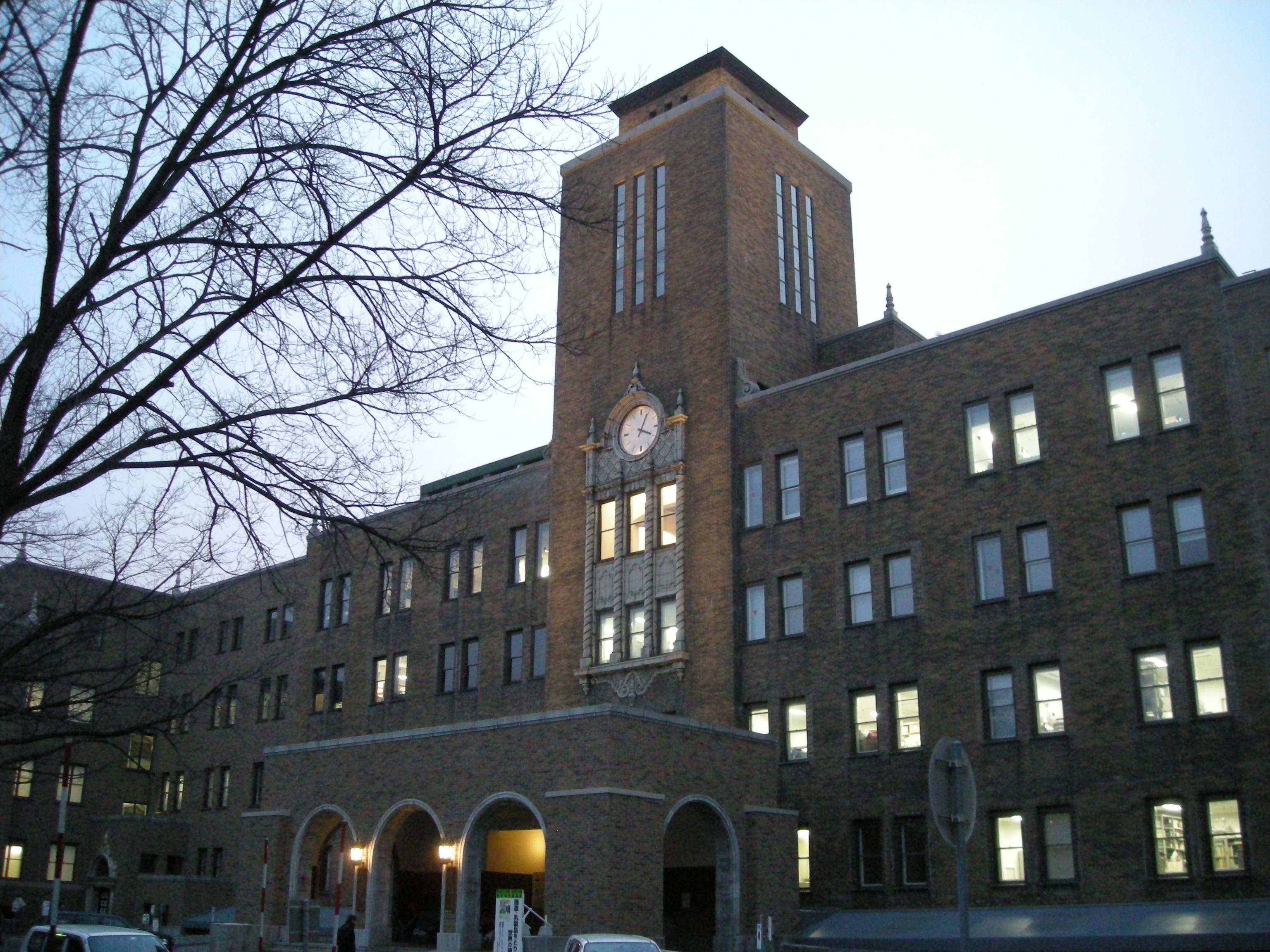
現在の北大農学部

1920年（大正9年）、台湾総督府技師となり、台湾総督府中央研究所農業部長として、サトウキビなどの品種改良に努めた。また、台湾総督府農林専門学校校長事務取扱、台湾総督府高等農林学校校長、台北高等農林学校などを務めた。その後台北帝国大学創立委員となり、1928年（昭和3年）に台北帝国大学が成立すると、教授・農学部長に就任した。墓所は多磨霊園。

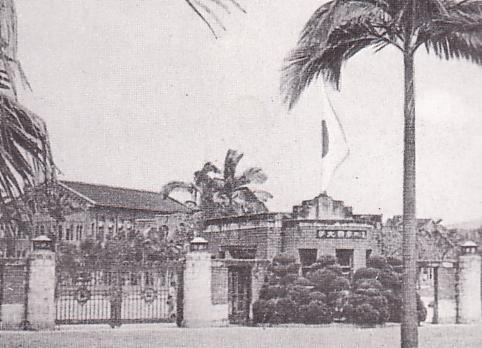
台北帝国大学 正門

## 栄典
位階
- 1924年（大正13年）3月29日 - 正四位[5]
- 1934年（昭和9年）1月27日 - 正三位[6]

勲章
- 1934年（昭和9年）1月27日 - 旭日重光章[6]

## 家族
- 大島良雄 - 医学者。東京大学名誉教授、埼玉医科大学名誉病院長。